# بنجامين هاريسون ريفيس
بنجامين هاريسون ريفيس (بالإنجليزية: Benjamin Harrison Reeves)‏ هو سياسي أمريكي، ولد في 21 مارس 1787 في مقاطعة أوغوستا في الولايات المتحدة، وتوفي في 16 أبريل 1849 في مقاطعة تود في الولايات المتحدة. حزبياً، نشط في الحزب الجمهوري الديمقراطي.